# Quebec Magnetic
Quebec Magnetic és un àlbum de vídeo en directe de la banda estatunidenca Metallica, enregistrat entre els concerts realitzat els dies 31 d'octubre i 1 de novembre de 2012 al Colisée Pepsi de la Ciutat del Quebec, dins la gira World Magnetic Tour. Va ser la primera publicació que va llançar Metallica mitjançant el seu propi segell, Blackened Recordings.
L'àlbum es va anunciar el 20 de setembre de 2012 i els seguidors podien votar online per decidir quin dels dos concerts enregistrats s'havia de mostrar íntegrament, mentre la resta de cançons apareixerien com a contingut extra. Un mes després van publicar la llista de cançons definitiva, la data de llançament de l'àlbum i la portada. El disc va accedir al segon lloc de la llista estatunidenca de vídeos.

## Llista de cançons
| 1.  | «The Ecstasy of Gold»       | Ennio Morricone                                             | 1:36  |
| 2.  | «That Was Just Your Life»   | James Hetfield, Lars Ulrich, Kirk Hammett, Robert Trujillo  | 7:08  |
| 3.  | «The End of the Line»       | Hetfield, Ulrich, Hammett, Trujillo                         | 7:46  |
| 4.  | «The Four Horsemen»         | Hetfield, Ulrich, Dave Mustaine                             | 5:27  |
| 5.  | «The Shortest Straw»        | Hetfield, Ulrich                                            | 6:09  |
| 6.  | «One»                       | Hetfield, Ulrich                                            | 7:54  |
| 7.  | «Broken, Beat & Scarred»    | Hetfield, Ulrich, Hammett, Trujillo                         | 8:25  |
| 8.  | «My Apocalypse»             | Hetfield, Ulrich, Hammett, Trujillo                         | 6:45  |
| 9.  | «Sad but True»              | Hetfield, Ulrich                                            | 6:00  |
| 10. | «Welcome Home (Sanitarium)» | Hetfield, Ulrich, Hammett                                   | 6:10  |
| 11. | «The Judas Kiss»            | Hetfield, Ulrich, Hammett, Trujillo                         | 9:48  |
| 12. | «The Day That Never Comes»  | Hetfield, Ulrich, Hammett, Trujillo                         | 7:58  |
| 13. | «Master of Puppets»         | Hetfield, Ulrich, Cliff Burton, Hammett                     | 8:05  |
| 14. | «Battery»                   | Hetfield, Ulrich                                            | 7:05  |
| 15. | «Nothing Else Matters»      | Hetfield, Ulrich                                            | 5:47  |
| 16. | «Enter Sandman»             | Hetfield, Ulrich, Hammett                                   | 8:49  |
| 17. | «Killing Time»              | Vivian Campbell, Trevor Fleming, Raymond Haller, Davy Bates | 2:55  |
| 18. | «Whiplash»                  | Hetfield, Ulrich                                            | 7:05  |
| 19. | «Seek & Destroy»            | Hetfield, Ulrich                                            | 14:01 |

| 1. | «For Whom the Bell Tolls» | Hetfield, Ulrich, Burton                 | 5:06 |
| 2. | «Holier Than Thou»        | Hetfield, Ulrich                         | 3:46 |
| 3. | «Cyanide»                 | Hetfield, Ulrich, Hammett, Trujillo      | 6:58 |
| 4. | «Turn the Page»           | Bob Seger                                | 5:18 |
| 5. | «All Nightmare Long»      | Hetfield, Ulrich, Hammett, Trujillo      | 7:52 |
| 6. | «Damage, Inc.»            | Hetfield, Ulrich, Burton, Hammett        | 5:19 |
| 7. | «Breadfan»                | Burke Shelley, Tony Bourge, Ray Phillips | 4:09 |
| 8. | «Phantom Lord»            | Hetfield, Ulrich, Mustaine               | 3:38 |

| 1. | «Quebec City Love Letters Featuring Band and Fan Interviews» | 8:09 |

## Posicions en llista
| Llista (2012/2013) | Posició |
| ------------------ | ------- |
| Alemanya           | 29      |
| Austràlia          | 3       |
| Espanya            | 9       |
| Estats Units       | 2       |
| Itàlia             | 8       |
| Regne Unit         | 9       |

## Crèdits
- James Hetfield – cantant, guitarra rítmica
- Kirk Hammett – guitarra solista
- Robert Trujillo – baix
- Lars Ulrich – bateria